# 植劇場—積木之家
《積木之家》為台視、八大電視與公視共同監製之《植劇場》的第五部作品，為靈異恐怖系列的第一部劇集。由廖士涵執導，並和詹俊傑、馬自明、鄭婉玭、陸儀、陳昱俐與張可欣等六名編劇合力改編由陳世、王詞仰和詹俊傑創作的原創劇本。本劇在2017年2月24日至4月7日間，於台視主頻週五優質戲劇時段首播，八大綜合台則於隔日晚間聯播。
由施易男、林子熙、陳婉婷、范宸菲、呂雪鳳、曾少宗、張詩盈與丁也恬領銜主演，劇情講述一對個性迥異的同母異父姊妹，在經歷流產的傷痛後，看似幸福的家庭如積木般崩塌，並透過兇惡鬼魅的纏身，探究家庭的價值，以及人性善與惡的辯證。

## 製作

### 創作
故事原型出自陳世杰、王詞仰與詹俊傑之手，是取自陳世杰的自身經歷。陳世杰的母親曾經拿掉過孩子，並在生活不順遂時，嘗試尋求與因果報應關聯的解答，這激發陳世杰探究嬰靈存在的可能，以及嬰靈的觀感、情緒和對母愛的渴望。本劇的另一個主題「家」，是想探討家人間的關係羈絆，可能造就外在與內裏不相符的假象，就如積木般看似完整，裡頭卻脆弱、空洞，並藉此引出日常的恐怖。
對拍攝類型劇躍躍欲試的廖士涵，在《植劇場》與其接洽時，便欣然接下執導恐怖類型作品的工作。由於原創劇本在此前已前置作業了約一年的時間，但僅完成兩集劇本，因此廖士涵必須思慮如何架構完整的故事，並在兩種呈現手法－－設立固定的驚嚇點或是漸層堆疊恐怖感間掙扎，而最終未採集集嚇人風格的廖士涵，花了一個半月的時間和其他六名編劇調整內容。廖士涵認為臺灣人口密度高，人際圈相對較小又待人客氣，因此很適合塑造「人心的恐怖」，並達到接臺灣地氣的效果。廖士涵在撰寫劇本時，試著先讓觀眾認識角色，進而理解角色內心的恐懼和質疑，在家人流產與失蹤等真實發生在社會的情境中，增添上生活細節，如道士將靈體收進葫蘆裡、在家中灑符水等取自導演親身經驗的橋段，企圖透過心理層面的恐怖塑造人物，藉生活逐一帶出恐怖感。
礙於電視尺度，廖士涵在前兩集的畫面上，做了不少的妥協，但這束縛了劇集的氛圍，因此自第三集起，他便放棄配合電視的尺度。廖士涵坦言恐怖片的拍攝難度高，每個鏡頭、氛圍和光影細節都需先經過長時間的構思。對於鬼的呈現手法，廖士涵是受到修行的師姐所述之「鬼相由心生」而啟發，因此劇中的鬼魅，便是以生前的模樣做為基底，特殊化妝著重在手與皮膚的潰爛。本劇較依靠前述之角色心理、運鏡、光影和特殊化妝等來呈現恐怖氛圍，較少使用特殊效果等後製。
由於上檔壓力，本劇僅有兩個半月的拍攝期，同時也因缺乏恐怖劇的經驗和傳承，廖士涵多靠實驗來解決拍攝上的困境。

### 播出
本劇在2017年2月24日至4月7日間，於每周五晚間10點在台視主頻週五優質戲劇時段首播兩小時（含映後加廣告約10分鐘的《植日生週記》），八大綜合台則於隔日（周六）晚間10點聯播。公視主頻在2017年5月16日至6月14日間，於每周一至周三晚間9點播出一小時，共剪輯為14集。購買播出版權的愛奇藝於台視首播後的凌晨0點更新，LiTV在2017年5月20日起陸續上線，Netflix則在2017年9月1日全球上線，MyVideo在2022年8月16日上架《植劇場》全系列。

### 歌曲
| 曲序 | 曲目                 |        | 作曲   | 演唱       |
| ---- | -------------------- | ------ | ------ | ---------- |
| 1.   | 等著你回來（片頭曲） | 程懷昌 | 陶山   | 小男孩樂團 |
| 2.   | 透明衛星（片尾曲）   | 張耀仁 | 張耀仁 | 張耀仁     |

## 演員陣容

### 主要演員
- 劉大偉（施易男飾演）：35歲，宜娟的丈夫。
- 吳宜娟（林子熙飾演）：28歲，大偉的妻子，凱琪同母異父的妹妹。
- 吳凱琪（陳婉婷飾演）：32歲，宜娟同母異父的姊姊。
- 葉聖芬（范宸菲飾演）：29歲，大偉的學妹，精神科醫師。
- 大偉媽（呂雪鳳飾演）：大偉與雅玲的媽媽，醫院志工。
- 王識安（曾少宗飾演）：30歲，大偉的國中同窗。
- 劉雅玲（張詩盈飾演）：大偉的姊姊，明哲的妻子，典型的家庭主婦。
- 宋奶奶（丁也恬飾演）：個性孤僻、行事神秘的鄰居老奶奶，能夠看見鬼魂。

### 特別演出
- 吳承恩（鄒承恩飾演）：聖芬的學長，婦產科醫師。
- 陰靈廟道士（蔡明修飾演）
- 大偉的前老闆（林志儒飾演）
- 吳自強（王自強飾演）：興豐隆建材企業老闆，因知悉大偉的失誤而威脅大偉。

### 演出
- 謝明哲（范姜基泰飾演）：雅玲的丈夫，大偉的姊夫，大學助教，一直覬覦宜娟與凱琪老家的地。
- 鬼小孩（白潤音飾演）
- 謝茵茵（白小櫻飾演）：雅玲與明哲的女兒。
- 小莉（范時軒飾演）：布偶店店員，宜娟的員工。
- 陳三（楊志龍飾演）：慈正堂視錢如命的道長，協助大偉處理靈異事件。
- 勇年（王鏡冠飾演）：建商員工，遭龍哥纏身。
- 王國書（顏毓麟飾演）：大偉的學弟，實力更勝大偉。
- 璽豐老闆（尤瓏澍飾演）：識安的老闆。
- 蘇宮主（劉明勳飾演）：廟公。
- 識安小弟小白（游家瑋飾演）：
- 識安小弟小岳（柯昊陽飾演）：
- 陳警員（劉冠廷飾演）
- 廟公助手（楊傑宇飾演）
- 兒時的宜娟（林潔旻飾演）
- 兒時的凱琪（趙又潔飾演）
- 阿力（江常輝飾演）：璽豐建設建築設計師。
- 龍哥（張守惟飾演）
- 龍嫂（蘇菲飾演）
- 畫廊老闆（簡義哲飾演）
- 製作人（林佳儒飾演）
- 主持人（劉心宇飾演）
- 工地刑警（林志年飾演）
- 工地警衛（賀龍飾演）
- 婦產科醫生（張愷哲飾演）
- 婦產科護理師（張巧芬飾演）
- 計程車司機（廖本程飾演）
- 里長（常再興飾演）
- 老奶奶家警察（馬瑞鴻飾演）
- 大偉新辦公室的設計師（張世賢飾演）
- 錢莊討債人（賴成達飾演）
- 錢莊討債小弟（張紹琛飾演）
- 錢莊討債小弟（楊奇霖飾演）
- 茵茵的學校老師（陳歆姸飾演）
- 宋老先生（潭慶普飾演）
- 凱琪家鄰居（金美滿飾演）
- 大偉媽家鄰居（方華飾演）
- 釣客父（王俊傑飾演）
- 釣客子（曾瓏毅飾演）
- 建案抗議媽媽（陳繪文飾演）
- 建案抗議男（陳杰均飾演）
- 精神科醫生甲（張晉維飾演）
- 精神科醫生乙（趙一虎飾演）
- 江醫師（黃國峰飾演）
- 宜娟兒（胡千弘飾演）
- 精神病院的護理師（陳妤飾演）[註 2]
- 男警察（管翊君飾演）[註 3]
- 女警察（葉辰莛飾演）[註 4]

## 集數
| 總集數 | 集數 （季） | 導演   | 編劇                                                                                          | 首播日期      | 收視率 |
| ------ | ----------- | ------ | --------------------------------------------------------------------------------------------- | ------------- | ------ |
| 27     | 1           | 廖士涵 | 原創劇本 ：陳世杰、王詞仰、詹俊傑 編劇 ：詹俊傑、馬自明、鄭婉玭、陸儀、陳昱俐、張可欣、廖士涵 | 2017年2月24日 | 0.60   |
| 28     | 2           | 廖士涵 | 原創劇本 ：陳世杰、王詞仰、詹俊傑 編劇 ：詹俊傑、馬自明、鄭婉玭、陸儀、陳昱俐、張可欣、廖士涵 | 2017年3月3日  | 0.47   |
| 29     | 3           | 廖士涵 | 原創劇本 ：陳世杰、王詞仰、詹俊傑 編劇 ：詹俊傑、馬自明、鄭婉玭、陸儀、陳昱俐、張可欣、廖士涵 | 2017年3月10日 | 0.39   |
| 30     | 4           | 廖士涵 | 原創劇本 ：陳世杰、王詞仰、詹俊傑 編劇 ：詹俊傑、馬自明、鄭婉玭、陸儀、陳昱俐、張可欣、廖士涵 | 2017年3月17日 | 0.48   |
| 31     | 5           | 廖士涵 | 原創劇本 ：陳世杰、王詞仰、詹俊傑 編劇 ：詹俊傑、馬自明、鄭婉玭、陸儀、陳昱俐、張可欣、廖士涵 | 2017年3月24日 | 待定   |
| 32     | 6           | 廖士涵 | 原創劇本 ：陳世杰、王詞仰、詹俊傑 編劇 ：詹俊傑、馬自明、鄭婉玭、陸儀、陳昱俐、張可欣、廖士涵 | 2017年3月31日 | 0.60   |
| 33     | 7           | 廖士涵 | 原創劇本 ：陳世杰、王詞仰、詹俊傑 編劇 ：詹俊傑、馬自明、鄭婉玭、陸儀、陳昱俐、張可欣、廖士涵 | 2017年4月7日  | 0.63   |

## 拍攝地點
該片於台中市多處拍攝，包括：光復新村、霧峰區、西區、澄清醫院等等。臺中市政府也給予該片相關的拍攝支援。

## 備註
1. ↑  Netflix的英語片名為
2. ↑  未列名
3. ↑  未列名
4. ↑  未列名

## 外部連結
- 台視官方網站
- 八大電視官方網站
- 公視官方網站
- 互联网电影数据库（IMDb）上《積木之家》的资料（英文）
- 植劇場—積木之家的Facebook專頁
- 在Netflix上觀看《植劇場—積木之家》